# Милена Селими
Милена Селими (на албански: Milena Selimi) е албанска журналистка, преводачка и писателка.

## Биография и творчество
Милена Селими е родена през 1968 г. в Тирана, Албания. Майка ѝ, Янка Селими, е преводачка от Добрич (превела е на албански „Естествен роман“ на Георги Господинов), а баща ѝ, хореографа Скъндер Селими, е основоположник на албанската балетна школа.
Завършва през 1991 г. с бакалавълска степен албанска филология в университета на Тирана. След дипломирането си в периода 1992 – 1993 г. работи като репортер и журналист на детски програми, а в периода 1993 – 1996 г. е редактор и сценарист на детски програми на Радио Тирана. В периода 1997 – 1998 г. получава магистърска степен по „Журналистика и медии“ в Софийския университет „Св. Климент Охридски“. В периода 1997 – 1999 г. работи като редактор и продуцент на толкшоу програми на Радио Тирана, а в периода 2000 – 2002 г. е изпълнителен директор на Втори канал на Радио Тирана. В периода 1992 – 2002 г. е и главен редактор на Вечерната програма на Радио Тирана. После в периода 2002 – 2005 г. е главен редактор на женското списание „JETA“, като увеличава неговия обем и съдържание. В периода 2005 – 2006 г. е главен редактор на вестник „ABC“, а в периода 2006 – 2009 г. е главен редактор на списание „Kult“. Била е кореспондент на Би Би Си от Тирана. В периода 2009 – 2012 г. е старши координатор за връзки с обществеността на Театър „Метропол“, а в периода 2013 – 2015 г. е старши съветник по медийна комуникация към Министерство на културата на Албания. От 2019 г. е изпълнителен директор на Центъра за откритост и диалог в Тирана.
Авторка е на романа „Nata e një Gruaje“ (Нощта е на жената) и поетичната антология „Muzgu binjak me endrren“ (Мрачни близнаци с мечта).
Прави преводи на българска, италианска, македонска, сръбска и хърватска литература на албански език. От български е превела „Мисия Лондон“ от Алек Попов, „Възвишение“ от Милен Русков и др.
Активен участник е във форуми и панели за литература, журналистика, превод и драматургия на европейската мрежа за литертура и книги „Традуки“. През 2010 г. става първата стипендиантка на подкрепяната от „Традуки“ резидентска програма в Сплит „Марко Марулич“. През 2019 г. е наградена от „Евродрам“ за превода си на авторите Деян Дуковски и Тена Щивичич.
Участва в различни резиденски програми – в Сплит, Сараево, и др. През юли 2019 г. е резидент на „Къща за литература и превод“ в България със стипендия от програмата „Традуки“ и превежда на албански език романа „Физика на тъгата“ на Георги Господинов.
Милена Селими живее със семейството си в Тирана.

## Произведения

### Самостоятелни романи
- Nata e një Gruaje (2005)

### Преводи
частично представяне
- „Hansenova djeca“ на Огнен Спахич
- „Oči” на Едо Попович
- „Преместен камен“ на Никола Маджиров
- „Физика на тъгата“ на Георги Господинов
- „Боб“ на Елин Рахнев – пиеса